# 郭扎寺
郭扎寺，位于西藏自治区日喀则地区江孜县，是一座藏传佛教郭扎派寺院，也是郭扎派的祖寺。

## 简介
郭扎派是由郭扎巴·索南坚赞（1182年－1261年）创始的藏传佛教派别。郭扎巴·索南坚赞是与萨班同时代者，曾经向进入西藏的班钦·释迦师利跋陀罗学习显密教法，还曾向不少知名高僧学习佛法。29岁受比丘戒，后来赴冈底斯山修法5年，在江孜年楚河上游的郭扎地方兴建了郭扎寺。又和从尼泊尔请来的毗普底旃陀罗在定日互相学习。
索南坚赞精通显密二教，是知名的大瑜伽师，以传授密宗大手印法以及除障法而著称。索南坚赞开创的派别因兴建郭扎寺而得名。索南坚赞的弟子很多，但其弟子都未能将其学说发扬光大。索南坚赞圆寂后，因其弟子中没有大成就者继承法统，郭扎派遂衰落。